# Edward the Great
Edward the Great (в переводе с англ. — «Эдвард Великий») — третий сборник британской хеви-метал-группы Iron Maiden, вышедший в 2002 году.

## Об альбоме
В сборник включены записи группы с периода 1982—2002 годов, то есть весь репертуар группы на время его выхода. Каждая песня с пластинки выходила синглом. В Канаде было продано более 50.000 копий сборника, он стал «золотым»

## Список композиций
1. Run to the Hills (Стив Харрис) — 03:57
2. The Number of the Beast (Стив Харрис) — 04:53
3. Flight of Icarus ( Смит, Дикинсон) — 03:53
4. The Trooper (Стив Харрис) — 04:12
5. 2 Minutes to Midnight ( Смит, Дикинсон) — 06:02
6. Wasted Years (Эдриан Смит) — 05:08
7. Can I Play With Madness? ( Смит, Дикинсон, Харрис) — 03:31
8. The Evil That Men Do ( Смит, Дикинсон, Харрис) — 04:34
9. The Clairvoyant (Стив Харрис) — 04:28
10. Infinite Dreams (Стив Харрис) — 06:11
11. Holy Smoke ( Харрис, Дикинсон) — 03:49
12. Bring Your Daughter… To the Slaughter (Брюс Дикинсон) — 04:45
13. Man on the Edge (Блэйз Бэйли, Герс) — 04:13
14. Futureal ( Харрис, Блэйз Бэйли) — 02:57
15. The Wicker Man ( Смит, Харрис, Дикинсон) — 04:35
16. Fear of the Dark (live Rock In Rio) (Стив Харрис) — 08:04

## Участники записи
- Брюс Дикинсон — вокал
- Дэйв Мюррей — гитара
- Яник Герс — гитара
- Эдриан Смит — гитара
- Стив Харрис — бас-гитара, бэк-вокал
- Нико МакБрэйн — ударные